# Квалитет (филозофија)
У филозофији, квалитет је атрибут или својство карактеристично за предмет. У савременој филозофији идеја квалитета, а посебно како разликовати одређене врсте квалитета једне од других, остаје контроверзна.

## Позадина
Аристотел је анализирао квалитете у свом логичком делу, Категорије. За њега, квалитети су хиломорфно-формални атрибути, као што су „бео“ или „граматички“. Категорије стања, као што су „обувен“ и „наоружан“, такође су небитни квалитети (katà symbebekós). Аристотел је приметио: „Једна те иста супстанца, док задржава свој идентитет, ипак је способна да прими супротне квалитете. Иста појединачна особа је једном бела, други пут црна, једном топла, други пут хладна, једном добра, други пут лоша. Ова способност се не налази нигде другде... то је посебна карактеристика супстанце да би требало да буде способна да прими супротне квалитете; јер се сама по себи мења да то чини“. Аристотел је описао четири врсте квалитативних супротности: корелативе, контрарије, привативе и позитиве.
Џон Лок је представио разлику између примарних и секундарних квалитета у делу „Есеј о људском разумевању“. За Лока, квалитет је идеја осећаја или перцепције. Лок даље тврди да се квалитети могу поделити на две врсте: примарни и секундарни квалитети. Примарни квалитети су својствени објекту – ствари или особи – док секундарни квалитети зависе од тумачења субјективног начина и контекста појављивања. На пример, сенка је секундарни квалитет. Потребно је одређено осветљење да би се применило на објекат. За други пример, размотримо масу објекта. Тежина је секундарни квалитет јер, као мера гравитационе силе, варира у зависности од удаљености до и масе веома масивних објеката попут Земље, како је описано Њутновим законом. Могло би се сматрати да је маса својствена објекту и стога примарни квалитет. У контексту релативности, идеја да маса квантификује количину материје захтева опрез. Релативистичка маса варира за различито путујуће посматраче; затим постоји идеја масе мировања или инваријантне масе (величина 4-вектора енергије-импулса), у основи релативистичке масе система у његовом сопственом систему референце мировања. (Међутим, треба напоменути да је Аристотел направио разлику између квалификације и квантификације; квалитет нечега може варирати у степену).

## Концепције квалитета као метафизичке и онтолошке
Филозофија и здрав разум теже да квалитете виде као повезане или са субјективним осећањима или са објективним чињеницама. Квалитети нечега зависе од критеријума који се примењују и, са неутралне тачке гледишта, не одређују његову вредност (филозофску вредност, као и економску вредност). Субјективно, нешто може бити добро зато што је корисно, зато што је лепо или једноставно зато што постоји. Одређивање или проналажење квалитета стога подразумева разумевање шта је корисно, шта је лепо и шта постоји. Уобичајено, квалитет може значити степен изврсности, као у „квалитетном производу“ или „раду просечног квалитета“. Такође се може односити на својство нечега као што је „ зависност од никотина “. У својој књизи „ Зен и уметност одржавања мотоцикла“, Роберт М. Пирсиг испитује концепте квалитета у класичном и романтичном стилу, тражећи Метафизику квалитета и помирење тих ставова у смислу недуалистичког холизма.
Квалитет има три значења:
а) неутрално: збир свих својстава објекта, система или процеса б) процењује: квалитет свих својстава објекта, система или процеса ц) процењује: појединачне вредности које претходе радњи и њене резултате.
У вези са тачкама а) и б), квалитет је ознака опажајног стања система и њихових карактеристика, које је дефинисано у овом стању у одређеном временском периоду на основу одређених својстава система. Квалитет би могао да опише производ као што је вино и његове хемијске компоненте и резултујући субјективно процењив укус, као и процесе сазревања грожђа, производње и дистрибуције вина или процес управљања винаријом. У значењу б) говори се о квалитетном вину или вину са предикатом или о одличном управљању.
У вези са ц), квалитет је збир индивидуалних (вредносних) ставова (својстава) појединца оријентисаног ка циљу. Квалитет се разликује по „имању“ или „бићу“. Циљ ка коме је усмерена квалитативна акција, односно резултатима, такође има фундаменталне ефекте на стварање дугорочно растућег културног капитала и самим тим на постојање вредности поверења у сарадном, стабилном и посебно демократском друштву.

## Спољашње
- „Quality”. New International Encyclopedia. 1905.